# Pygoctenucha votiva
Pygoctenucha votiva är en fjärilsart som beskrevs av Edwards 1884. Pygoctenucha votiva ingår i släktet Pygoctenucha och familjen björnspinnare. Inga underarter finns listade.